# 吳建樟
吳建樟（1967年10月8日—2011年2月22日），台灣台南市人，為《五星物語》、《機動戰士GUNDAM》系列的中文翻譯者。曾擔任《先鋒動畫》、《神奇地帶》、《開拓動漫畫情報誌》等影響台灣動漫界至深的相關刊物的創辦推手、主編和專欄作家等職。

## 簡介
吳建樟出生於台灣台南市，1987年畢業於長榮中學美工科。於大然文化漫畫編輯部就職期間，主編了台灣第一本日本動漫畫評介雜誌《先鋒動畫》。該雜誌的誕生確立了1980年代台灣動漫畫消費市場中近似於日本御宅族的愛好者群體，並且對當時第一手資料的引入與傳播有一定程度的貢獻。
其後，吳建樟並為尖端出版同樣是動漫畫評介雜誌的《神奇地帶》擔任評論作者，筆名YOKO、YOKO.H、R-TYPE等，撰寫諸多關於《五星物語》、《機動戰士鋼彈》等作品的評論文章、專業知識介紹性文章，並著手翻譯《五星物語》與《機動戰士鋼彈》系列等著名動漫畫相關作品。重要的文章有〈口袋中的補丁〉、〈OVA版《0083》的目擊紀錄〉，影響許多台灣鋼彈迷；並提出「以台灣自己的定位來為機動戰士重新設定」的思想，對台灣鋼彈考據學影響甚大。他的筆名「YOKO」也開始在同好圈中建立高知名度。雖然YOKO這個名字來自於他的日文名「日向橫」（Hyuga Yoko）；但因為Yoko亦可譯為「夜子」、「洋子」之類的女性名，所以當時有不少讀者誤認他的性別，並在來函中稱呼他為「YOKO姐」。
台灣動漫畫出版業界於1992年進入版權時代之後，吳建樟也為博英社等公司翻譯日本授權代理的鋼彈系列影集，如《機動戰士GUNDAM 0083：Stardust Memory》、《新機動戰記鋼彈W》系列等作品。
2001年，部分《神奇地帶》的前編者與筆者集合起來成立《開拓動漫畫情報誌》，吳建樟擔任總編輯與開拓動漫祭執行委員。在開拓動漫祭舞台活動中，經常可見到吳建樟擔任現場口譯。吳建樟是《開拓動漫畫情報誌》自草創期以來的重要核心人物。
2010年10月，吳建樟因健康因素辭任《開拓動漫畫情報誌》編輯工作。2011年2月14日，吳建樟與友人以MSN Messenger通訊息，說自己罹患流感，晚上睡覺一度呼吸困難。2011年2月24日，吳建樟被友人與同事發現因心血管栓塞病逝於家中，在此之前他已經失去聯絡將近一星期。

## 著作

### 編譯作品

#### 動漫畫設定與研究書
1. 《五星物語設定大全集》，尖端出版，1991/03/01。
2. 《五星物語設定大全集Ⅱ》，尖端出版，1991/12/01。
3. 《五星百科字典》，尖端出版，1992/05/01。

### 翻譯作品

#### 動畫
1. 《機動戰士GUNDAM 0083：Stardust Memory》，群英社發行
2. 《新機動戰記鋼彈 W》電視版，群英社發行
3. 《新機動戰記GUNDAM W Endless Waltz》，群英社發行

#### 漫畫
1. 《五星物語》系列，1-12冊尖端出版。
2. 《戰慄天使》系列，1-7冊尖端出版。
3. 《機動戰士GUNDAM THE ORIGIN》，單行本第7冊至第21冊，台灣角川書店出版。

#### 小說
1. 《機動戰士GUNDAM 0083 STARDUST MEMORY －星塵作戰記錄－(1)》，尖端出版，1998/06/30，ISBN 9571014907
2. 《機動戰士GUNDAM 0083 STARDUST MEMORY －星塵作戰記錄－(2)》，尖端出版，1998/10/31，ISBN 9571017205
3. 《機動戰士GUNDAM 0083 STARDUST MEMORY －星塵作戰記錄－(3)》，尖端出版，1999/07/31，ISBN 9571019372
4. 《機動戰士GUNDAM 0080 WAR IN THE POCKET －口袋裡的戰爭－》，尖端出版，1998/12/01，ISBN 9571017930
5. 《機動戰士GUNDAM 逆襲的夏亞 －貝托蒂嘉的子嗣－》，尖端出版，1999/04/01，ISBN 9571019240
6. 《銀河英雄傳說外傳(04)》，尖端出版，2004/9/1 ，ISBN 9789571005966

#### 雜誌
1. 《週刊 鋼彈戰記超百科》(The official Gundam Fact File) 1, Deagostini Japan出版

#### 模型
1. 《超級模型技術講座「基礎篇」》，尖端出版，1992/06/01 ，ISBN 9577121411

### 同人誌
1. 《G-CLUB》台灣鋼彈俱樂部會刊（撰文 / 06期與08期封面繪製），1993/07至1995/08

## 其他經歷
吳建樟除了在翻譯及文學表現傑出外，自幼時於藝術及設計之能力上也相當優異。在長榮美工，求學時期除了於校內比賽常得到獎項外，更在1987年代表該校參加台南市政府與台南市觀光協會主辦之「府城二日遊-觀光海報設計比賽」獲得首獎，並於該年3月29日青年節慶祝大會中接受頒獎表揚。

## 內部連結
- 先鋒動畫
- 神奇地帶
- 開拓動漫畫情報誌